# Hoplitis batyamae
Hoplitis batyamae is een vliesvleugelig insect uit de familie Megachilidae. De wetenschappelijke naam van de soort is voor het eerst geldig gepubliceerd in 1986 door van der Zanden.